# シンガポール囲碁協会
シンガポール囲碁協会 (英: Singapore Weiqi Association) は、国際囲碁連盟に加入するシンガポールの非営利団体であり、1981年の設立以来からシンガポールにおける囲碁普及を担っている。

## 団体名の表記
囲碁の英語表記・海外表記で最も広く用いられるのはGoである。国際囲碁連盟 (英: International Go Federation) やヨーロッパ囲碁連盟 (英: European Go Federation) などがGoを団体名に使っている他、英語版ウィキペディア・ドイツ語版ウィキペディア・フランス語版ウィキペディアなどもGoを記事で使用している。また、多くの英語辞書もGoを英訳として採用している。しかしシンガポールでは華僑が多いことを鑑みて、GoのかわりにWeiqi (囲碁の中国式英語表記) を団体名に使用しており、weiqi.org.sg というドメインを取得している。

## 設立背景・活動背景
シンガポールには日本・中国・韓国・台湾ほどの囲碁人口もなければプロ制度も存在しないが、囲碁の認知度・人気は決して低くない。その根拠として、以下の事実が挙げられる：
1. 1989年と1999年に世界青少年囲碁選手権大会がシンガポールで開催されている[3]。
2. 1989年の相鉄杯世界女流アマチュア囲碁選手権戦においてシンガポールの選手が優勝している。
3. 東南アジア碁コングレスがシンガポール囲碁協会により主催されている[4]。
4. 世界アマチュア囲碁選手権戦[5][6][7][8][9][10][11][12][13][14][15]に毎年代表選手を派遣している。また、これらの国際大会に伴う代表選考会を行っている。
5. 10代・20代の若者たちまでに囲碁が浸透しており、世界学生囲碁王座戦[16][17][18][19][20][21]や世界青少年囲碁選手権大会[22][23][24][25][26][27][28]にほぼ毎年代表選手を派遣している。

このように、シンガポールにおいて囲碁文化は確実に根付いており、シンガポールの囲碁愛好家たちにとって協会は重要な存在である。